# Karl August Dominikus Unterholzner
Karl August Dominikus Unterholzner (* 3. Februar 1787 in Freising, Hochstift Freising; † 25. März 1838 in Breslau, Provinz Schlesien) war ein deutscher Rechtswissenschaftler, Universitätsprofessor und Bibliothekar.

## Leben und Wirken
Karl August Dominikus Unterholzner besuchte zunächst das Gymnasium im bayerischen Freising und wechselte 1803 nach Landshut. Nach dem Schulbesuch begann er das Studium der Rechtswissenschaft zunächst an der Universität Landshut, wo seit 1804 der bedeutende Rechtswissenschaftler und Kriminalist Paul Johann Anselm von Feuerbach lehrte. 1807 wechselte Unterholzner an die Universität Göttingen, 1808 an die Universität Heidelberg. In seine Heimat zurückgekehrt, promovierte er 1809 an der Universität Altdorf und wurde zugleich zum Privatdozenten an der Universität Landshut ernannt. Im Jahre 1812 wechselte Unterholzner auf eine Rechtsprofessur an der Universität Breslau. Seit 1815 hatte er an der Universitätsbibliothek Breslau außerdem das Amt eines Universitätsbibliothekars inne. In den Jahren 1821 und 1834 amtierte Unterholzner als Rektor der Universität Breslau. Unterholzners Wirken wurde durch den berühmten Rechtsgelehrten Friedrich Carl von Savigny gefördert. 1835 forderte Eduard von Simson bei ihm ein Gutachten über dessen zweiter Dissertation an.

## Schriften
- Juristische Abhandlungen [Mit einer Vorrede von P. J. A. Feuerbach]. Fleischmann, München 1810.
- Allgemeine Einleitung in das juristische Studium. Fleischmann, München 1812.
- Die Lehre von der Verjährung durch fortgesetzten Besitz dargestellt nach den Grundsätzen des römischen Rechts. Korn, Breslau 1815.
- Entwurf zu einem Lehrgebäude des bei den Römern geltenden bürgerlichen Rechts. Korn, Breslau 1817.
- Von der Erwerbung des Eigenthums an den Erzeugnissen. In: Archiv für die civilistische Praxis, Band 8, Hrsg. E. von Löhr, C. J. A. Mittermaier, A. Thibaut, J. C. B. Mohr, Heidelberg 1825, S. 309–361.
- Nachricht von den Freitischen und Stipendien bei der Universität zu Breslau. Breslau 1832.
- Quellenmäßige Zusammenstellung der Lehre des römischen Rechts von den Schuldverhältnissen mit Berücksichtigung der heutigen Anwendung, nach d. Verf. Tode mit e. Vorr. Hrsg. Philipp Eduard Huschke. Zwei Bände. Barth, Leipzig/Kassel 1840 (2. Aufl. 1858, Hrsg. Theodor Schirmer); (Nachdruck: Keip, Stockstadt 2009, ISBN 978-3-8357-1155-6).